# سفال لاجوردینه

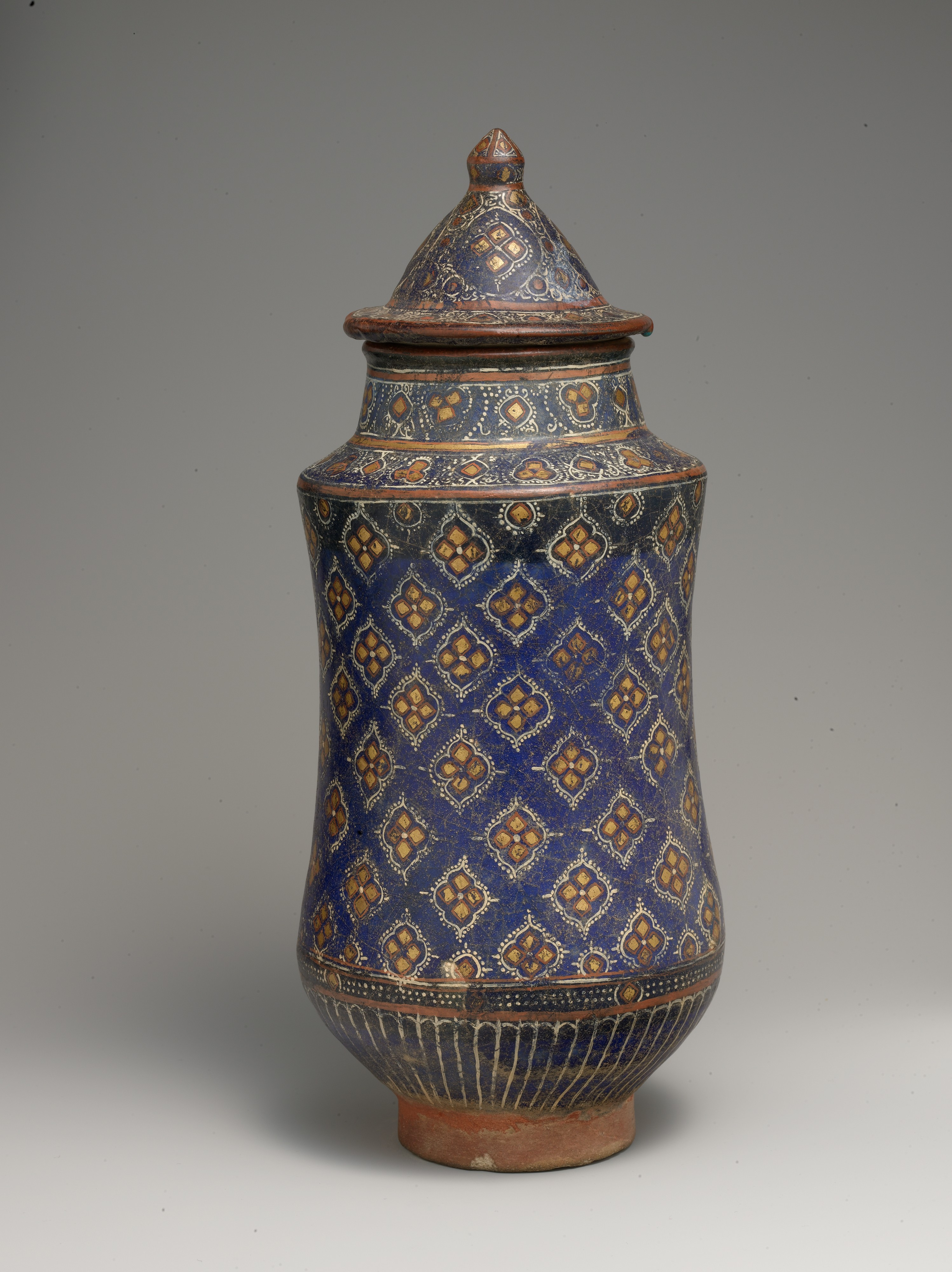
ظرف سفالی، ایران، نگهداری شده در موزه هنر متروپولیتن

سفال لاجوردینه گونه‌ای از سرامیک است که در دوران حکومت مغولان بر ایران، قرون ۱۳ و ۱۴ میلادی، تولید آن رایج شد. رنگ آبی کبالتی و لعاب وجه تمایز این گونه از سفال است. این سرامیک‌ها در کاشیکاری و ظروف دیده می‌شود.